# CASE

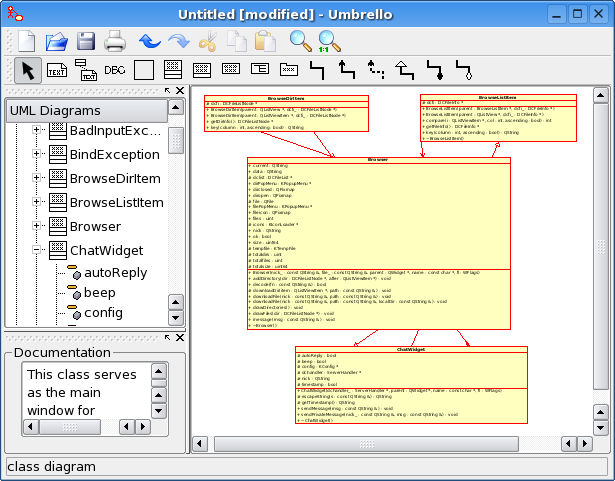
Приклад CASE-Інструментарію

CASE (англ. Computer-Aided Software Engineering) — набір інструментів і методів програмної інженерії для проектування програмного забезпечення, що допомагає забезпечити високу якість програм, відсутність помилок і простоту в обслуговуванні програмних продуктів.
Також під CASE розуміють сукупність методів і засобів проектування інформаційних систем з інтегрованими автоматизованими інструментами, які можуть бути використані в процесі розробки програмного забезпечення.

## Класифікація
У функції CASE входять засоби аналізу, проектування й програмування. За допомогою CASE автоматизують процеси проектування інтерфейсів, документування й генерування структурованого коду бажаною мовою програмування.
Виділяють дві основні концепції комп'ютерного програмного забезпечення системи CASE:
- прості й «прозорі» методи спрощення розробки програмного забезпечення й/або його технічного обслуговування;
- інженерний підхід до розробки програмного забезпечення й/або його технічного обслуговування.

Типовими CASE інструментами є:
- інструменти управління конфігурацією;
- інструменти моделювання даних;
- інструменти аналізу й проектування;
- інструменти перетворення моделей;
- інструменти редагування програмного коду;
- інструменти рефакторингу коду;
- генератори коду;
- інструменти для побудови UML-діаграм.

## Приклади CASE програм
- Umbrello — середовище UML-моделювання. Цей застосунок є вільним програмним забезпеченням, призначеним для побудови UML діаграм на платформі Unix
- Комплект програм Rational Software компанії IBM
- Power Designer компанії Sybase
- Oracle Designer компанії Oracle
- ERwin компанії CA Technologies